# 生殖结节
生殖结节（英語：genital tubercle），是存在于生殖系统发育过程中的组织体，形成于哺乳动物胚胎的腹部尾侧区域，是阴茎或阴蒂的原基。人类胎兒生殖结节在妊娠第4周左右形成，到第9周时，可辨认出阴茎或阴蒂。此后，生殖结节这一术语用来指代原生殖结节的末端，将来发育为阴茎头或陰蒂头。
生殖结节不应与窦结节混淆。窦结节是由中肾旁管引起的内胚层增生。
生殖结节对双氢睾酮敏感，富含5α還原酶，因此第二个月后胎儿睾酮的含量是出生时阴茎大小的主要决定因素。